# Stefka Kostadinova
Stefka Kostadinova (en bulgare : Стефка Костадинова), née le 25 mars 1965 à Plovdiv, est une athlète bulgare pratiquant le saut en hauteur. Elle a détenu le record du monde du saut en hauteur entre 1987 et 2024 avec une marque à 2,09 m.

## Carrière sportive
Après des débuts olympiques manqués en raison du boycott des pays du Bloc de l'Est lors des Jeux olympiques d'été de 1984, elle devient rapidement l'une des meilleures mondiales. Elle obtient ainsi la médaille d'or aux championnats d'Europe d'athlétisme 1986 à Stuttgart, égale puis bat le record du monde durant la même année. Elle confirme sa domination l'année suivante en remportant le titre mondial lors des championnats du monde d'athlétisme 1987 de Rome, battant à cette occasion son record du monde pour le porter à 2,09 mètres, record qui ne sera battu qu'en 2024 par l'ukrainienne Yaroslava Mahuchikh lors de la Diamond League 2024 à Paris avec une marque à 2,10 mètres. Lors de cette dernière compétition, ses qualifications avaient entretenu le doute sur sa possibilité de dominer le concours. Mais lors de la finale, seule la Russe Tamara Bykova parvient un temps à entretenir l'illusion. Mais elle échoue à 2,06 m et laisse la Bulgare continuer seule le concours. Assurée du titre, elle demande une barre de 2,09 m sur laquelle elle échoue à deux reprises avant de battre le record lors de son troisième essai. Malheureusement pour elle, son titre et son record passent un peu inaperçus en raison de la finale du 100 mètres hommes et de la polémique autour de Ben Johnson qui va s'ensuivre. 
Lors des Jeux olympiques d'été de 1988 de Séoul, elle se présente de nouveau en favorite de la compétition. Mais elle échoue à 2,03 m, tout comme la seule autre concurrente encore présente à cette hauteur, l'Américaine Louise Ritter. Dans le barrage qui doit les départager, elle échoue de nouveau à cette hauteur de 2,03 m, hauteur que passe derrière elle l'Américaine. Elle continue toutefois à être la véritable reine de la discipline comme le prouvent ses nombreux titres indoor, tant en Europe qu'au niveau mondial.
En 1995, quelques mois après avoir donné naissance à un fils, elle remporte son 2e titre mondial lors des championnats du monde d'athlétisme 1995 à Göteborg, puis obtient enfin la consécration olympique lors des Jeux olympiques d'été de 1996 d'Atlanta.
Elle met fin officiellement à sa carrière en 1997 après son dernier titre mondial en salle à Paris.

## Retraite et reconversion
En 2003, elle est devenue vice-ministre des Sports de la Bulgarie avant d'être élue présidente du Comité olympique bulgare en 2005.
En mars 2008, le Comité international olympique l'a récompensé du trophée du CIO "femme et sport" pour le continent européen, trophée qui récompense des femmes qui ont contribué de façon remarquable à renforcer la participation des femmes et des jeunes filles à des activités sportives dans le monde.
Elle est élue au Temple de la renommée de l'IAAF en octobre 2012.

## Palmarès
| Date | Compétition                    | Lieu         | Résultat | Marque |
| ---- | ------------------------------ | ------------ | -------- | ------ |
| 1981 | Championnats d'Europe juniors  | Utrecht      | 9e       | 1,78 m |
| 1984 | Championnats d'Europe en salle | Göteborg     | 11e      | 1,75 m |
| 1985 | Championnats du monde en salle | Paris        | 1re      | 1,97 m |
| 1985 | Championnats d'Europe en salle | Le Pirée     | 1re      | 1,97 m |
| 1985 | Jeux Balkaniques               | Stara Zagora | 1re      | 2,00 m |
| 1985 | Coupe du monde des nations     | Canberra     | 1re      | 2,00 m |
| 1986 | Goodwill Games                 | Moscou       | 1re      | 2,03 m |
| 1986 | Championnats d'Europe          | Stuttgart    | 1re      | 2,00 m |
| 1986 | Jeux Balkaniques               | Ljubljana    | 1re      | 2,03 m |
| 1987 | Championnats d'Europe en salle | Liévin       | 1re      | 1,97 m |
| 1987 | Championnats du monde en salle | Indianapolis | 1re      | 2,05 m |
| 1987 | Championnats du monde          | Rome         | 1re      | 2,09 m |
| 1988 | Championnats d'Europe en salle | Budapest     | 1re      | 2,04 m |
| 1988 | Jeux olympiques                | Séoul        | 2e       | 2,01 m |
| 1989 | Championnats du monde en salle | Budapest     | 1re      | 2,02 m |
| 1991 | Championnats du monde          | Tokyo        | 6e       | 1,93 m |
| 1992 | Championnats d'Europe en salle | Gênes        | 2e       | 2,02 m |
| 1992 | Jeux olympiques                | Barcelone    | 4e       | 1,94 m |
| 1993 | Championnats du monde en salle | Toronto      | 1re      | 2,02 m |
| 1993 | Finale mondiale                | Londres      | 1re      | 1,98 m |
| 1994 | Championnats d'Europe en salle | Paris        | 1re      | 1,98 m |
| 1995 | Championnats du monde          | Göteborg     | 1re      | 2,01 m |
| 1995 | Finale mondiale                | Monaco       | 4e       | 1,93 m |
| 1996 | Jeux olympiques                | Atlanta      | 1re      | 2,05 m |
| 1997 | Championnats du monde en salle | Paris        | 1re      | 2,02 m |

## Records
Stefka Kostadinova a franchi la barre des 2 m ou plus 197 fois au cours de sa carrière, dans 129 concours différents.
| Épreuve         | Épreuve      | Performance | Lieu     | Date            |
| --------------- | ------------ | ----------- | -------- | --------------- |
| Saut en hauteur | En plein air | 2,09 m      | Rome     | 30 août 1987    |
| Saut en hauteur | En salle     | 2,06 m (NR) | Le Pirée | 20 février 1988 |